# Robert L. Folk
Robert Louis Folk, nascut el 30/09/1925 a Cleveland (Ohio), mort el 04/06/2018 a Austin (Texas), va ser un petròleg nord-americà.

## Carrera acadèmica
Robert Folk va estudiar a la Universitat Estatal de Pennsilvània (Penn State) des de 1943, obtenint-hi un doctorat el 1952. També va passar un any a la Universitat de Colúmbia a Nova York. El 1952, després dels seus estudis, Folk es va incorporar a la Universitat de Texas a Austin on va treballar fins al final de la seva carrera acadèmica el 1988.
Al final de la seva carrera acadèmica va ser nomenat professor emèrit i investigador sènior al Texas Bureau of Economic Geology a Austin.
Sovint se l'anomenava " Luigi pels seus col·legues i estudiants.

## Obres i resultats
Robert Folk ha escrit més d'un centenar de publicacions científiques en el camp de la geologia, especialment sobre la petrologia dels carbonats. En particular, va escriure un llibre de referència titulat Petrology of Sedimentary Rocks (Petrology of Sedimentary Rocks) l'any 1957, que va ser republicat diverses vegades fins al 1980.
El 1959, va establir una classificació tècnica descriptiva de les roques carbonatades (calcàries), coneguda com a classificació popular, alguns dels quals encara s'utilitzen.
Va encunyar el terme " Allochem (traduït al francès com " Aloquima ”) per descriure grans recognoscibles en roques carbonatades.
Un dels seus principals descobriments es refereix a la presència de formacions que ell identifica com a bacteris nans (o nannobacteris) al travertí situat a les aigües termals de Viterbo a Itàlia. Ara, en general, aquestes formacions ja no es consideren éssers vius.

## Honors
L'any 2000, la Geological Society of America li va atorgar la Medalla Penrose.